# آلفرد فیدتسکی
آلفرد فیدتسکی (روسی: Альфред Константинович Федецкий؛ ۱۸۵۷ – ۲۱ ژوئیه ۱۹۰۲) عکاس، فیلم‌ساز اهل امپراتوری روسیه بود.